# Homogénéité sociale
L’homogénéité sociale désigne une prégnance d'une caractéristique sociologique commune au sein des membres d'un groupe social. Les individus qui le composent ont alors des caractéristiques économiques ou culturelles proches.  

## Concept
L'homogénéité sociale se caractérise par la relative uniformité, en termes de caractéristiques sociologiques, au sein d'un groupe social. Cela peut se traduire par une convergence des attitudes, des opinions ou des goûts, ou encore par la conscience d’appartenir à une même catégorie. Ainsi, une conscience de classe traduirait et serait basée sur une certaine homogénéité sociale. 
Cette homogénéité a un rapport direct avec les catégories socioprofessionnelles, qui révèlent la volonté de caractériser les individus selon leur profession mais d’associer également un statut social à l’activité professionnelle. Par exemple, un ingénieur ne sera pas considéré de la même façon qu’il soit salarié d’une entreprise ou qu’il travaille de façon indépendante. 
Certains mécanismes de ségrégation scolaire permettent une homogénéité sociale dans certains établissements éducatifs. L'homogénéité sociale peut aussi être remarquée dans la consommation de biens culturels.
L'homogénéité sociale est particulièrement étudiée dans le cadre d'études sociologiques liées à l'urbanisme. La sociologie des grandes écoles traite aussi de ce thème.